# Dźhelam
Dźhelam (ang. Jhelum, urdu جہلم) – miasto w Pakistanie, w prowincji Pendżab, nad rzeką Dźhelam. Około 293 tys. mieszkańców.